# Majur (Šabac)
Majur (srbsky Мајур) je vesnice nacházející se v severovýchodní části Srbska, administrativně spadající pod opštinu (obec) Šabac v centrálním Srbsku, v regionu Mačva. V roce 2011 zde žilo 7031 obyvatel, počet obyvatel vsi od roku 1961 razantně roste. Obyvatelstvo je v drtivé většině srbské národnosti.
Původní malá vesnice zaznamenala značný rozvoj v druhé polovině 20. století v souvislosti s rozvojem nedalekého Šabace, pod který spadá a se kterým je spojena i dopravně. Ve středu vesnice se nachází Kostel sv. apoštola a evangelisty Marka. Obec má také vlastní základní školu.
Ve vesnici se nachází železniční zastávka na trati Ruma–Zvornik, silnice vedoucí stejným směrem a výhledově má severně od vesnice vést, resp. pokračovat i dálnice.